# Cintractia leioderma
Cintractia leioderma är en svampart som först beskrevs av Gustaf Lagerheim, och fick sitt nu gällande namn av Raffaele Ciferri 1931. Cintractia leioderma ingår i släktet Cintractia och familjen Anthracoideaceae.   Inga underarter finns listade i Catalogue of Life.